# Петромарула
Петрома́рула (лат. Petromarula) — монотипный род двудольных растений семейства Колокольчиковые (Campanulaceae), включающий вид Петромарула пе́ристая (лат. Petromarula pinnata A. DC.). Таксономическое название впервые опубликовано в 1806 году.

## Распространение и среда обитания
Единственный вид является эндемиком Греции, известным только с острова Крит.
Растут на скалах и в расщелинах, на крутых берегах, каменных стенах.

## Общая характеристика

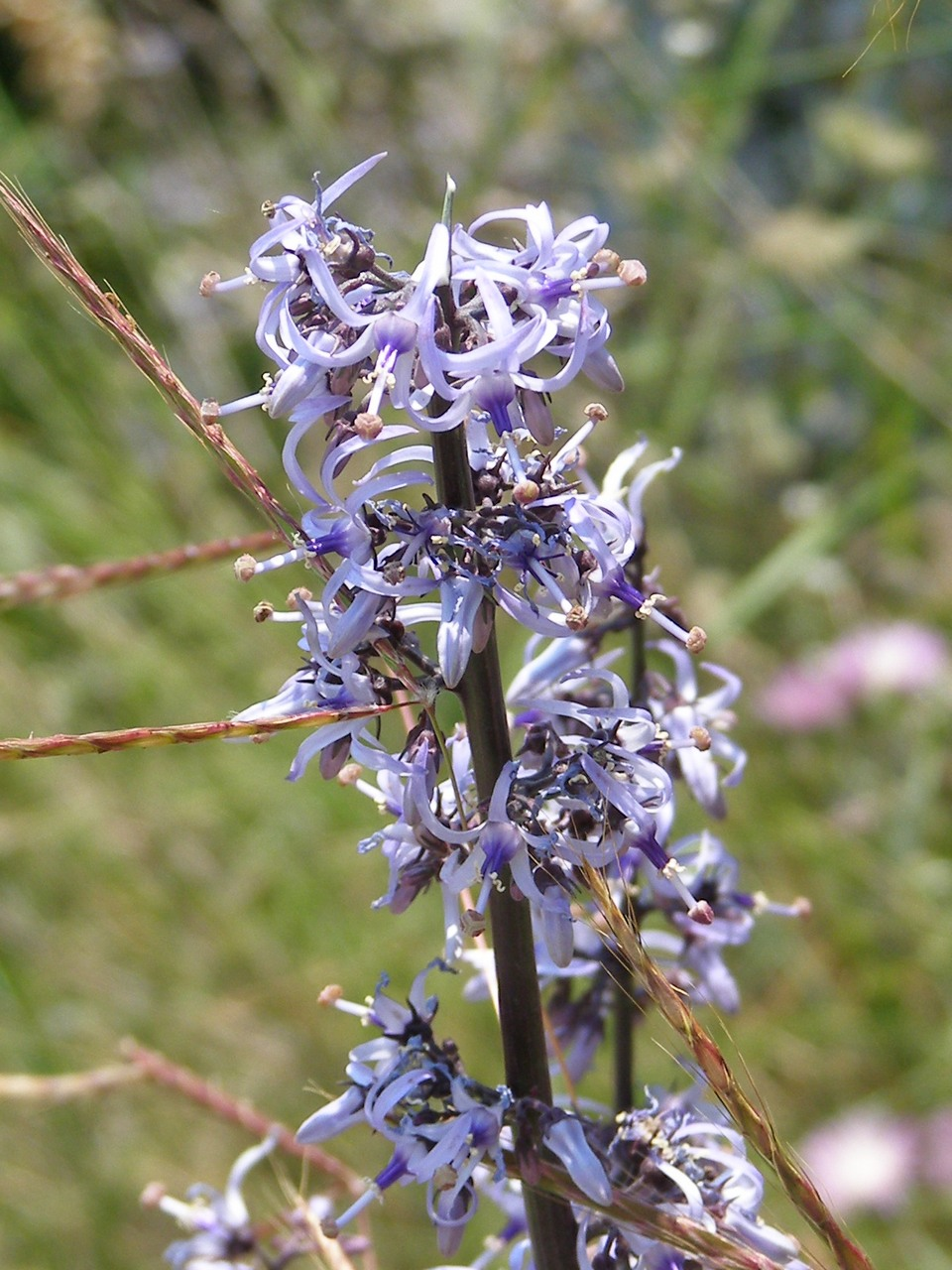
Соцветие

Крепкие многолетние растения высотой до 80 см.
Стебель голый снизу, в верхней части слегка опушённый.
Листья розеточные, длиной до 30 см.
Цветки собраны в соцветие-метёлку. Отличительные особенности цветков — их радиальная симметричность и свободное размещение тычинок.
Плод — раскрывающаяся коробочка.
Цветут в апреле и мае.
Число хромосом — 2n=30.

## Значение
Листья петромарулы перистой съедобны, и используются местными жителями для приготовления салатов. По вкусу они напоминают латук, что и отражено в названии рода (дословно с греческого — «каменный латук»).